# Normdatei
In der Bibliotheks-, Informations- und Dokumentationswissenschaft (BID) ist eine Normdatei ein Verzeichnis von normierten Begriffen zur Verwendung als Deskriptor in der Dokumentation. Eine Normdatei ist damit eine Form eines kontrollierten Vokabulars, in dem festgelegt wird, welche Ansetzung bei der Erschließung zu verwenden ist. Im Englischen werden Normdateien als authority files bezeichnet.

## Beschreibung
Normierte Begriffe können Personennamen, Körperschaftsnamen und beliebige andere Mengen von Bezeichnungen von Dingen, Vorgängen oder abstrakten Begriffen sein. Der Bildung von Normbegriffen liegt eine Ontologie zugrunde, die die jeweils zu normierenden Begriffe und die Art der Normierung festlegt. Die Normbegriffe gehören nach Vergabe zu den Metadaten des jeweiligen Datensatzes.
Als Vorform kann die freie Vergabe von Kategorien, Schlagwörtern oder Tags gelten, die sich aber an gewisse Regeln hält, wie die Festlegung auf Singular oder Plural, die bevorzugte Nutzung von Komposita etc.
Im deutschsprachigen Raum begannen die Bemühungen um gemeinsame Normdaten im Jahr 1973 mit der Gemeinsamen Körperschaftsdatei (GKD) durch die Bayerische Staatsbibliothek, die Staatsbibliothek Preußischer Kulturbesitz und die Deutsche Bibliothek.

## Beispiele
Bekannte bibliothekarische Normdateien sind die Gemeinsame Normdatei (GND), die von der Deutschen Nationalbibliothek (DNB), allen deutschsprachigen Bibliotheksverbünden, der Zeitschriftendatenbank (ZDB) und zahlreichen weiteren Institutionen kooperativ geführt wird, die Library of Congress Name Authorities Files (LCNAF) und die Système universitaire de documentation (SUDOC) des französischen Verbundkatalogs.
Im Bereich der Museen existieren eine Reihe von Normdateien. Diese sind oftmals fachspezifisch und werden international betrieben, z. B. nomisma.org für die Numismatik oder die vom Getty Research Institute Union List of Artist Names (ULAN) sowie die RKD-ID für Künstler. Diese Normdaten sind frei verfügbar und werden unter anderen von Wikidata genutzt. Interessant sind diese Normdaten, da sie über Programmierschnittstellen verfügen, Spezialwissen repräsentieren und mit Beschreibungen, Bildnachweisen sowie Verweisen auf weitere Normdaten versehen sind.
In dem Projekt Virtual International Authority File (VIAF) werden normierte Personennamen über eine Konkordanz zu einer virtuellen internationalen Normdatei verbunden.